# Fleet Foxes (EP)
Fleet Foxes EP es un EP de auto-editado por la banda de Seattle, Washington Fleet Foxes. Fue lanzado en el otoño de 2006 tan sólo en los alrededores de Seattle, y su éxito propició el futuro contrato del grupo con la discográfica Sub Pop Records.

## Listado de canciones
1. "She Got Dressed" – 3:29
2. "In the Hot, Hot Rays" – 3:04
3. "Anyone Who's Anyone" – 3:50
4. "Textbook Love" – 3:25
5. "So Long to the Headstrong" – 4:16
6. "Icicle Tusk" – 4:38